# Ланду-ан-Керсі
Ланду-ан-Керсі (фр. Lendou-en-Quercy) — муніципалітет у Франції, у регіоні Окситанія, департамент Лот. Ланду-ан-Керсі утворено 1 січня 2018 року шляхом злиття муніципалітетів Ласкабан, Сен-Сіпріян i Сен-Лоран-Лольмі. Адміністративним центром муніципалітету є Сен-Сіпріян. Населення — 624 особи (01.01.2021).